# Олд-Харбор (Аляска)
Олд-Харбор (англ. Old Harbor, алют. Nuniaq, рус. Старая Гавань) — поселение со статусом «город» (city) в боро Кадьяк-Айленд, штат Аляска, США.

## География
Город расположен в южной части острова Кадьяк в нескольких сотнях метров от острова Ситкалидак. Площадь поселения составляет 68,7 км², из которых 15,5 км² (22,6 %) занимают открытые водные пространства. Город обслуживает одноимённый аэропорт.

## История

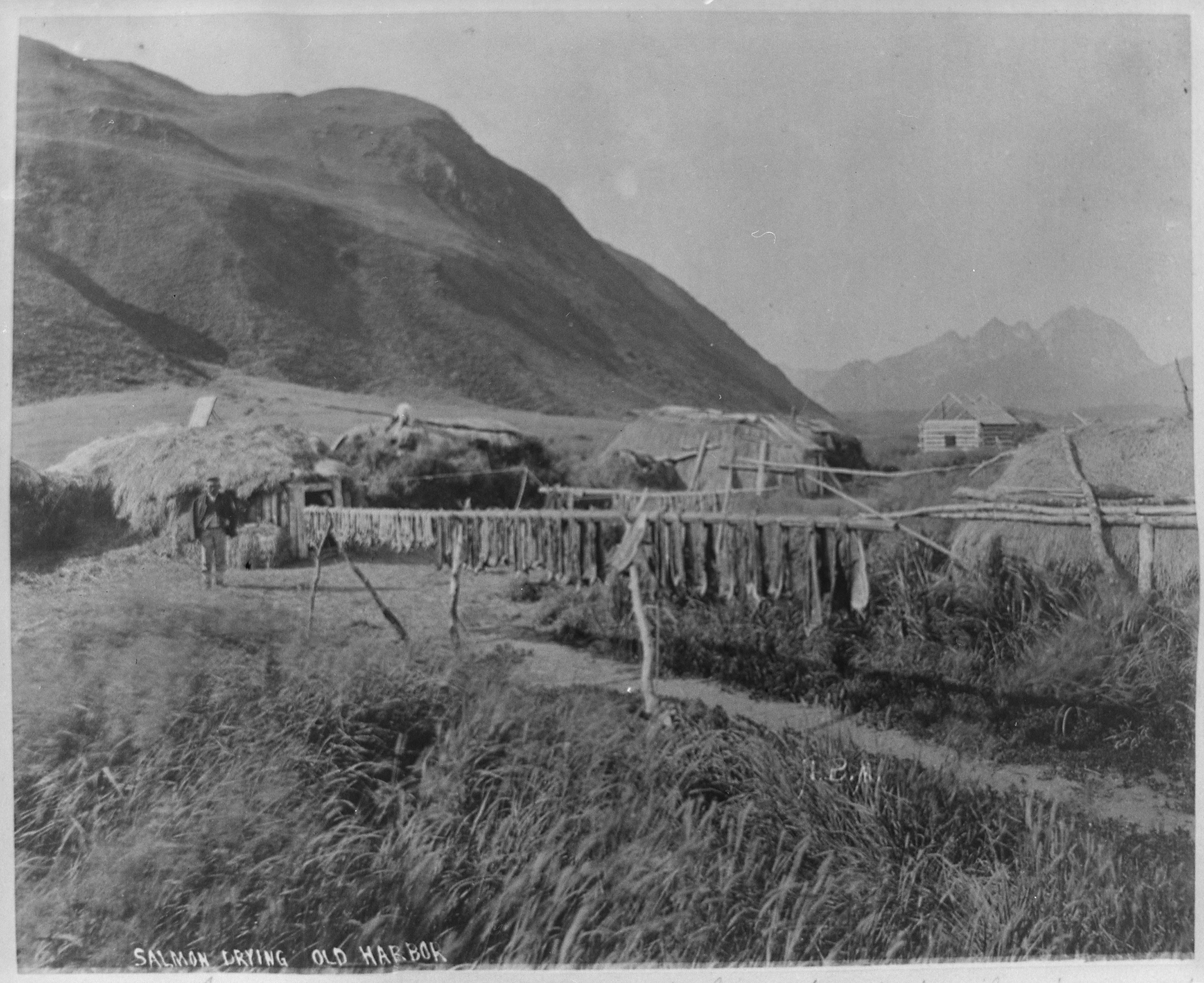
Вяление лосося в Олд-Харборе, 1889 год.

Первые упоминания о поселении на этом месте датируются 14 августа 1784 года, когда русский промышленник Григорий Шелихов со 130—190 своими людьми устроил резню местных эскимосов на соседнем острове Ситкалидак. После этого он основал в бухте Трёх Святителей (соседний залив от Олд-Харбора, около 13 километров по воде) первое постоянное русское поселение на Аляске.
В 1931 году в посёлке открылось первое почтовое отделение. В 1964 году поселение было почти полностью уничтожено Великим Аляскинским землетрясением: от него остались лишь церковь и два дома, но Олд-Харбор был отстроен вновь. 3 июня 1966 года поселение было инкорпорировано, получив статус «город» (city).

## Демография
По переписи 2000 года в Олд-Харборе проживали 237 человек (79 домохозяйств, 51 семья). Расовый состав: эскимосы — 73 %, белые — 13,08 %, смешанные расы — 13,92 %. В 44,3 % домохозяйств были несовершеннолетние дети, проживающие там же, 32,9 % домохозяйств были женатыми парами, живущими совместно, 13,9 % представляли собой женщину — главу семьи без мужа, 34,2 % не являлись семьями. Средний размер семьи был 3,6 человека. 39,7 % населения были несовершеннолетними, 7,6 % в возрасте от 18 до 24 лет, 29,5 % — от 25 до 44 лет, 19 % — от 45 до 64 лет и 4,2 % были пенсионерами. Средний возраст жителя составлял 27 лет. На каждые 100 женщин приходилось 127,9 мужчин, причём на 100 совершеннолетних женщин приходилось 142,4 мужчины сопоставимого возраста. Средний доход домохозяйства составлял 32 500 долларов в год, доход семьи — 26 000 долларов при среднем доходе мужчины в 33 750 долларов в год и женщины в 23 750 долларов. Доход на душу населения составлял 14 265 долларов в год. 30,8 % семей и 29,5 % населения находились за чертой бедности, включая 32,5 % несовершеннолетних.
По переписи 2010 года в Олд-Харборе проживало 218 человек (123 мужчины и 95 женщин). Расовый состав: эскимосы — 87,61 %, белые — 11,01 %, смешанные расы — 1,38 %.
По оценкам 2012 года в городе проживало 227 человек (128 мужчин и 99 женщин), средний возраст жителя — 34,3 года, средний доход домохозяйства — 49 314 долларов в год. Происхождение предков: русские — 9,4 %, норвежцы — 9,1 %, ирландцы — 3,8 %, англичане — 3,1 %, немцы — 1,6 %.
По оценкам 2018 года в городе проживал 221 человек.